# Melinda Page Hamilton
Pour les articles homonymes, voir Hamilton.
 (décembre 2023).
Si vous disposez d'ouvrages ou d'articles de référence ou si vous connaissez des sites web de qualité traitant du thème abordé ici, merci de compléter l'article en donnant les références utiles à sa vérifiabilité et en les liant à la section « Notes et références ».
Melinda Page Hamilton, née le 22 août 1974 à New York, est une actrice américaine.

## Biographie
Melinda Page Hamilton est née le 22 août 1974 à New York, États-Unis.
Elle a étudié à l'Université de Princeton, puis à la Tisch School of the Arts.

### Vie privée
Elle est mariée et a une fille, Georgia, née en 2011.

## Carrière
Elle commence sa carrière en 1997 lors d'un épisode de New York, police judiciaire.
En 2003, elle revient sur le petit écran dans Star Trek : Enterprise. L'année suivante, elle débute au cinéma dans Terre promise d'Amos Gitaï avec Rosamund Pike et Anne Parillaud. Cette même année, elle joue à la télévision dans Les Experts : Miami, Everwood et NIH : Alertes médicales.
En 2005, elle obtient un rôle pour quelques épisodes dans Desperate Housewives. Elle joue aussi dans Cold Case : Affaires classées,Numb3rs, Nip/Tuck et Les Experts : Manhattan. L'année d'après, elle tient le premier rôle du film Juste une fois ! de Bob Goldthwait.
En 2009, elle joue deux fois avec Simon Baker dans la série Mentalist et le film Not Forgotten. Cette même année, elle joue dans Private Practice, Bones, The Closer : L.A. enquêtes prioritaires et Castle.
En 2011, elle est présente dans un épisode de Les Experts et Los Angeles, police judiciaire. L'année d'après, elle tient un rôle secondaire dans God Bless America de Bobcat Goldthwait.
En 2013, elle obtient un rôle dans Devious Maids, jusqu'à l'année suivante.
En 2015, elle joue dans Jane the Virgin, The Whispers, Dig, iZombie, True Detective et elle décroche un rôle dans quelques épisodes de Rectify, jusqu'à l'année suivante.
De 2017 à 2018, elle tient un rôle dans la série Damnation, mais la série est annulée après une saison. Elle enchaîne avec un rôle récurrent dans Murder.
En 2020, elle tourne dans Messiah aux côtés de Michelle Monaghan, Mehdi Dehbi, Tomer Sisley et John Ortiz.
En 2022, elle tourne de nouveau avec Chloë Grace Moretz (après le film Not Forgotten en 2009) dans Périphériques, les Mondes de Flynne.

## Filmographie

### Cinéma

#### Longs métrages
- 2004 : Terre promise (Promised Land) d'Amos Gitaï : Marisa
- 2006 : Juste une fois ! (Sleeping Dogs Lie) de Bob Goldthwait : Amy
- 2006 : Corporate Affairs de Dan Cohen : Chris
- 2009 : Not Forgotten de Dror Soref : Député Mindy
- 2012 : God Bless America de Bobcat Goldthwait : Alison
- 2020 : Mothers of Monsters (M.O.M. : Mothers of Monsters) de Tucia Lyman : Abbey Bell

#### Courts métrages
- 2007 : Driftwood de Michelle Steffes : Blaire Farrow
- 2009 : The Horseman de Ben Bays : Abigail Cooper

### Télévision

#### Séries télévisées
- 1997 : New York, police judiciaire (Law and Order) : Jane Spoonser
- 2003 : Star Trek : Enterprise : Feezal
- 2004 : Les Experts : Miami (CSI : Miami) : Julie Byrant
- 2004 : Everwood : Mary Kelly
- 2004 : NIH : Alertes médicales (Medical Investigation) : Sarah Doyle
- 2005 : Numb3rs : Jennifer Nash
- 2005 : Nip/Tuck : Colleen Eubanks
- 2005 : Les Experts : Manhattan (CSI : NY) : Kayla et Tara Stanfield
- 2005 - 2006 : Desperate Housewives : Sœur Mary Bernard
- 2005 / 2007 : Cold Case : Affaires classées (Cold Case) : Janie Stillman
- 2007 : Ghost Whisperer : Jane Taylor
- 2007 : Raines : Connie Webb
- 2008 : Esprits criminels (Criminal Minds) : Claire Bates
- 2008 : FBI : Portés disparus (Without a Trace) : Dr Sally Moss
- 2008 - 2010 : Mad Men : Anna Draper
- 2009 : Mentalist (The Mentalist) : Katie
- 2009 : Private Practice : Donna Keating
- 2009 : Bones : Georgia Hartmeyer
- 2009 : The Closer : L.A. enquêtes prioritaires (The Closer) : Beth Gibson
- 2009 : Castle : Diana Harris
- 2009 - 2010 : Big Love : Melinda
- 2010 : Grey's Anatomy : Dr Jennifer Stanley
- 2010 : NCIS : Enquêtes spéciales (NCIS) : Vanessa Tillman
- 2010 : The Glades : Sara Weston
- 2011 : Les Experts (CSI : Crime Scene Investigation) : Jody Cambry
- 2011 : Los Angeles, police judiciaire (Law and Order : Los Angeles) : Une avocate
- 2012 : True Blood : Jill Steeler
- 2012 : Modern Family : Sandy
- 2012 : Vegas : Ginny
- 2013 - 2014 : Devious Maids : Odessa Burakov
- 2014 : Hart of Dixie : Marian Matthews
- 2014 : Masters of Sex : Anne Palmateer
- 2014 : NCIS : Nouvelle-Orléans (NCIS : New Orleans) : Alexandra Schwartz
- 2014 : Killer Women : L'agent de la DEA
- 2015 : Jane the Virgin : Alexis Falco
- 2015 : The Whispers : Mme Bellings
- 2015 : Dig : Sandra
- 2015 : iZombie : Dr Maddy Larson
- 2015 : True Detective : L'avocate de Gena
- 2015 - 2016 : Rectify : Rebecca
- 2016 : Grimm : Joan Vark
- 2016 : Frequency : Marilyn Goff
- 2017 - 2018 : Damnation : Connie Nunn
- 2018 - 2019 : Murder (How to Get Away with Murder) : Claire Telesco
- 2019 : The Resident : Emma O'Neil
- 2020 : Messiah : Anna Iguero
- 2020 : Mrs. America : Mary Frances
- 2020 : Dirty John : Kerry Wells
- 2021 : Them : Sara adulte
- 2022 : Périphériques, les Mondes de Flynne (The Peripheral) : Ella Fisher
- 2024 : High Potential : Iris